# Робърт Росън
Робърт Росън (на английски: Robert Rossen) е американски режисьор и сценарист. 

## Биография
Той е роден на 16 март 1908 година в Ню Йорк в семейство на евреи, преселили се от Руската империя. В началото на 30-те години започва да режисира театрални постановки, а от 1937 година и в киното. От 1937 до 1947 година членува в Американската комунистическа партия. Неговият филм „Цялото кралско войнство“ („All the King's Men“, 1949) получава наградите Оскар за най-добър филм, най-добър актьор и най-добра актриса в поддържаща роля и наградите Златен глобус за най-добър филм и за режисура. Филмът „Играчът на билярд“ („The Hustler“, 1961) получава Оскар за сценография и операторска работа. Робърт Росън умира на 18 февруари 1966 година в Ню Йорк.

## Филмография
Режисьор на игрални филми
| Година | Филм                    | Оригинално заглавие | Бележки                 |
| ------ | ----------------------- | ------------------- | ----------------------- |
| 1949   | Цялото кралско войнство | All the King's Men  | Оскар за най-добър филм |
| 1961   | Играчът на билярд       | The Hustler         |                         |